# Xenylla corticalis
Xenylla corticalis är en urinsektsart som beskrevs av Borner 1901. Xenylla corticalis ingår i släktet Xenylla och familjen Hypogastruridae. Arten är reproducerande i Sverige. Inga underarter finns listade i Catalogue of Life.